# Sawynci (obwód chmielnicki)
Sawynci (ukr. Савинці, pol. Sawińce) – wieś na Ukrainie, w obwodzie chmielnickim, w rejonie chmielnickim.
W pobliżu znajduje się przystanek kolejowy Sawynci, położony na linii Chmielnicki – Kamieniec Podolski – Kelmieńce.

## Historia
Pod koniec XIX w. wieś w gminie Kujawy w powiecie kamienieckim; okręg policyjny Kupin. W okresie rosyjskiego zaboru Polski wieś była własnością polskiej rodziny Brzozowskich herbu Belina, należała m.in. do Zenona Brzozowskiego.
We wsi urodzili się bracia Stanisław (ur. 1886) i Stefan (ur. 1889) Kosseccy herbu Rawicz.

## Pałac
- pałac wybudowany w 1759 w miejscu starego, zniszczonego w 1703 zameczku. Obiekt postawiony przez Teodora Potockiego (1730–1812) przetrwał bez zmian do roku 1918[2].